# Palos de la Frontera (metropolitana di Madrid)
Palos de la Frontera è una stazione della linea 3 della metropolitana di Madrid.
Si trova sotto alla calle de Palos de la Frontera, tra la calle de la Batalla del Salado e il Paseo de las Delicias, nel distretto di Arganzuela.

## Storia
La stazione fu aperta al pubblico, insieme a quella di Delicias, il 26 marzo 1949 nell'ambito dell'ampliamento della linea 3 verso sud.
Il nome originale era Palos de Moguer perché era il vecchio nome della Calle de Palos de la Frontera. Quando nella seconda metà degli anni ottanta fu cambiato il nome alla via, si decise di conseguenza di cambiare anche quello della stazione della metropolitana.
Nel 2006 fu ristrutturata e venne chiuso l'ingresso ovest, ora utilizzato solo come uscita d'emergenza in caso d'incendio.

## Accessi
Vestibolo Delicias
- Palos de la Frontera, dispari Calle de Palos de la Frontera 29
- Paseo de las Delicias Calle de Palos de la Frontera 42
- Ascensore Calle de Palos de la Frontera 33